# Sarmatia euphrionalis
Sarmatia euphrionalis är en fjärilsart som beskrevs av Walker 1859. Sarmatia euphrionalis ingår i släktet Sarmatia och familjen nattflyn. Inga underarter finns listade.